# La Nef du crépuscule
La Nef du crépuscule est un roman de fantasy écrit par Robin Hobb. Traduction française de la seconde moitié du livre original Royal Assassin publié en 1996, il a été publié en français le 16 septembre 1999 aux éditions Pygmalion et constitue le troisième tome de L'Assassin royal.
L'histoire des personnages du premier cycle de L'Assassin royal continue dans le deuxième cycle nommé en langue originale The Tawny Man. Une autre série de Robin Hobb, Les Aventuriers de la mer, se déroulant dans le même monde, se situe chronologiquement entre ces deux cycles et introduit des personnages importants du deuxième cycle.

## Résumé
La guerre contre les Pirates rouges se poursuit. FitzChevalerie est l'auteur de plusieurs exploits sur les bateaux de Vérité, mais cela ne suffit pas, les pirates continuent de progresser et de ravager le pays. Ils semblent mystérieusement avertis à l'avance de l'arrivée des soldats des Six-Duchés, et bientôt l'explication s'impose : le Clan formé par Galen n'est pas fidèle, il retarde à dessein les messages et ourdit des plans pour que Vérité passe pour un incompétent.
La scission entre les Duchés de l'extérieur harcelés et ceux de l'intérieur qui n'aspirent qu'à rester tranquilles s'agrandit sans cesse, le royaume est au bord du gouffre.
Le Roi Vérité est parti à la recherche des Anciens, qui seuls peuvent encore les sauver. Royal en profite et prend pratiquement le contrôle de Castelcerf, il drogue le roi pour l'abrutir, courtise les nobles, et organise banquet sur banquet alors que les finances du royaume sont au plus bas.
Pour renforcer ses finances, il entreprend de vendre tous les biens de la ville fortifiée, notamment les écuries de Burich qui sont vidées au grand dam de celui-ci.
Kettricken est enceinte de Vérité, mais elle tait la nouvelle le plus longtemps possible pour éviter les complots. A raison d'ailleurs, puisque peu de temps après que la nouvelle est découverte, elle glisse accidentellement dans les escaliers : quelqu'un avait répandu là une substance graisseuse et l'avait camouflée avec de la suie.
Dès lors il est évident que Royal fait tout ce qu'il peut pour écarter les obstacles de son chemin. Alors qu'une attaque particulièrement importante des Pirates Rouges s'organise, il prétend qu'il ne faut pas intervenir, prétextant le manque de ressources du royaume.
Sur les conseils de Fitz, Kettricken entreprend alors de partir avec l'armée qu'elle mène personnellement pour repousser les pirates. La bataille est d'importance, et elle n'échappe que de peu à la mort quand les pirates tentent de la tuer, mais protégée par Fitz et Burrich elle parvient à s'en sortir indemne.
C'est une grande victoire, et les choses semblent s'améliorer, mais deux nouvelles perturbent ce succès. Premièrement, des rumeurs ont couru sur Fitz, annonçant qu'un loup aurait combattu non loin de lui, toutefois elles sont repoussées et oubliées. Beaucoup plus grave, en revenant à Castelcerf, ils apprennent que Royal a déclaré officiellement Vérité mort dans sa vaine expédition. Il en profite aussi pour s'enorgueillir de la victoire des autres en son nom et prendre les mesures pour être couronné roi-servant.
Fitz, lui, est harcelé par le clan de Galen qui l'espionne et ne tarde pas à découvrir son affinité avec Œil-de-nuit.
Un seul moyen reste pour savoir si Vérité est encore en vie : se servir du roi Subtil pour l'Artiser. En secret, Fitz, Kettricken, Burrich et Umbre Tombétoile établissent un plan. Fitz réussi à franchir le rempart des gardes devant sa porte et aide Subtil à contacter Vérité qui est bien vivant.
Orchestrant une machination avec le soutien des ducs côtiers pour que Royal ne prenne pas totalement le pouvoir, Fitz accepte de prendre le commandement de Castelcerf quand Royal sera parti. Désormais il est en plein cœur de la politique et des intrigues même s'il n'est pas tenté par le pouvoir.
Le couronnement de roi-servant de Royal est un désastre, notamment parce qu'Umbre Tombétoile s'est servi de ses artifices pour faire croire à la venue du Grêlé, un vieil homme qui fait s'abattre le malheur.
Mais, quand Fitz voit sous ses yeux le roi Subtil tué, son esprit et sa force absorbés au sens propre par le clan traître de Galen, il est pris d'une grande fureur. Cela faisait des mois que tout cela se passait devant ses yeux et il n'avait rien vu. Il se rue sur les membres du clan et il égorge Sereine, la plus forte du clan. Il poursuit Justin dans tout le château et l'abat devant toute une foule. Pris pour un fou dangereux, il est arrêté, et Royal l'accuse de meurtre et de pratiquer la magie du Vif. Les relations et le sang de Fitz lui épargnent la corde, mais de justesse tandis qu'il porte de graves accusations sur Royal.
Pour lui faire avouer ce qu'il veut, Royal entreprend de le torturer, jour et nuit pendant des jours.
Les supplices physiques le laissent brisé, mais Guillot le harcèle par l'Art, afin de contraindre Fitz à avouer qu'il pratique le Vif et à supplier qu'on le tue une fois que sa volonté faiblira.
Mais Fitz ne cède pas, n'avoue rien. Burrich lui apprend alors à mots couverts devant ses geôliers que la reine s'est échappée avec le Fou, et il lui crache dessus pour lui fournir un peu de poison.
Œil-de-nuit demande à Fitz de le rejoindre par l'esprit en abandonnant son corps. Fitz réussi tant bien que mal, avec l'aide du poison, à accéder à la demande du loup et à se laisser pour mort.
Fitz est mort, et enterré. Mais en réalité, il n'est pas mort, la quantité de poison était suffisamment faible pour ne pas le tuer, cela l'a seulement aider à détacher son esprit de son corps. Umbre Tombétoile et Burrich, en se basant sur l'histoire d'une femme douée du Vif qui pouvait quitter son corps un jour ou deux puis y revenir, tentent l'impossible : quelques jours après la « mort » de Fitz, ils déterrent son corps moribond et entreprennent de ramener son âme dedans. Fitz va alors devoir réapprendre à être un homme car maintenant son esprit est presque celui d'un loup.
Ainsi se termine La Nef du Crépuscule, et commence Le Poison de la vengeance.